# 104-та стрілецька дивізія (СРСР)
104-та стрілецька дивізія (104 сд) (рос. 104-я стрелковая дивизия) — військове з'єднання, стрілецька дивізія сухопутних військ Червоної армії, що існувала за часів Другої світової війни.

## Історія з'єднання
104-та стрілецька дивізія почала формування в березні — червні 1939 року в Мурманську як 104-та гірськострілецька дивізія на базі 162-го стрілецького полку 54-ї стрілецької дивізії, влітку 1940 року переформована на 104-ту стрілецьку дивізію. Склад: 217-й, 242-й і 273-й стрілецькі полки, 290-й артилерійський полк, 502-й гаубичний артилерійський полк, 163-й розвідувальний батальйон, 161-й окремий протитанковий дивізіон, 234-й окремий батальйон зв'язку, 279-й окремий саперний батальйон, 359-й окремий зенітний дивізіон.
У радянсько-фінській війни 1939-40 року вела бої на Мурманському напрямку, змагалася за Петсамо. У Зимовій війні політрук Капустін В. Д. і молодший командир Поросенков П. Ф. отримали звання Героя Радянського Союзу за взяття Луостарі.
На 22 червня 1941 року дислокувалася в районі Лоухі, Кандалакша, Кестеньга, становила другий ешелон армії, і вже здійснювала перехід на Кандалакшський напрямок. У роки німецько-радянської війни звання Героя Радянського Союзу були удостоєні молодший сержант Грязнов О. М., політрук Данилов М. Ф., майор Кузнєцов О. К.
З 4 квітня 1942 року дивізія у складі 19-ї армії Карельського фронту. У 1941-44 вела оборонні бої в районі Алакуртті. У вересні 1944 року при наступі Червоної армії у Заполяр'ї вийшла на державний кордон з Фінляндією.
З грудня 1944 року дивізію передислокували до Центральної Європі. Брала участь у Будапештській операції, потім в Балатонській оборонній операції, в ході Віденської стратегічної операції наступала з району Надьбайом на Надьканіжа і далі на захід. У квітні 1945 року продовжувала наступ в Югославії.
У вересні 1945 року розформована в Румунії.